# Schepenhuis
Met het Schepenhuis wordt de locatie bedoeld waarin de schepenbank haar vergaderingen hield. In de middeleeuwen gebeurde dit over het algemeen nog in openlucht. Vanaf de 13e eeuw werden er stenen gebouwen met meestal een belfort opgericht waarin de schepenen konden beraadslagen.
Voorbeelden van schepenhuizen zijn:
- Schepenhuis (Aalst)
- Schepenhuis (Gent)
- Schepenhuis (Male)
- Schepenhuis (Mechelen)
- Schepenhuis (Nieuwpoort)
- Schepenhuis (Herzele)